# Aciclovir
Aciclovir (ACV), còn được gọi là acyclovir, là một loại thuốc kháng virus. Chúng được sử dụng chủ yếu để điều trị nhiễm virus herpes simplex, thủy đậu và bệnh zona. Các ứng dụng khác bao gồm phòng ngừa nhiễm cytomegalovirus sau khi cấy ghép và chống biến chứng nghiêm trọng của nhiễm virus Epstein-Barr. Chúng có thể được đưa vào cơ thể qua đường miệng, với dạng kem, hoặc tiêm.
Các tác dụng phụ thường gặp của thuốc bao gồm buồn nôn và tiêu chảy. Tác dụng phụ nghiêm trọng tiềm ẩn bao gồm các vấn đề về thận và hạ tiểu cầu. Cần thận trọng hơn trong việc sử dụng thuốc ở những người có chức năng gan hoặc thận kém. Thuốc được coi là an toàn để sử dụng trong thai kỳ mà không có tác hại nào được phát hiện. Chúng cũng có vẻ an toàn khi dùng trong giai đoạn cho con bú. Aciclovir là một thuốc tương tự nucleic acid được tổng hợp từ guanosine. Nó tác động bằng cách giảm sản xuất DNA của virus.
Việc phát hiện ra aciclovir đã được công bố vào năm 1977. Nó nằm trong danh sách các thuốc thiết yếu của Tổ chức Y tế Thế giới, tức là nhóm các loại thuốc an toàn nhất và hiệu quả nhất cần thiết trong một hệ thống y tế. Chúng có sẵn như là một loại thuốc gốc và được bán trên thị trường dưới nhiều thương hiệu trên toàn thế giới. Chi phí bán buôn từ năm 2014 đến năm 2016 là từ 0,03 đô la Mỹ đến 0,12 đô la Mỹ cho một liều thông thường qua đường miệng. Chi phí của một quá trình điều trị điển hình ở Hoa Kỳ là dưới 25 đô la Mỹ.